# Prokopivka, Reșetîlivka
Prokopivka (în ucraineană Прокопівка) este un sat în așezarea urbană Reșetîlivka din regiunea Poltava, Ucraina.

## Demografie
Componența lingvistică a localității Prokopivka
     Ucraineană (95,89%)
     Rusă (4,11%)
Conform recensământului din 2001, majoritatea populației localității Prokopivka era vorbitoare de ucraineană (95,89%), existând în minoritate și vorbitori de rusă (4,11%).